# Chūichi Nagumo
Chūichi Nagumo (南雲忠一?, Nagumo Chūichi; Prefettura di Yamagata, 25 marzo 1887 – Saipan, 6 luglio 1944) è stato un ammiraglio giapponese, attivo durante la seconda guerra mondiale.
Entrato nella Marina imperiale giapponese nel 1908, si specializzò in guerra silurante e, fattosi notare per la sua abilità, poté accedere al prestigioso Collegio navale di Tokyo, presso il quale si diplomò nel dicembre 1920. In questi stessi anni fece comunque esperienza in mare su svariati tipi di unità e ricoprì anche il comando della torpediniera Kisaragi. Negli anni venti raggiunse il grado di capitano di vascello, lavorò a più riprese come istruttore al Collegio navale, espletò mansioni burocratiche e completò anche un viaggio all'estero per integrare e ampliare le sue conoscenze, dopo il quale comandò l'incrociatore leggero Naka. Reputato un grande esperto nell'impiego in battaglia del siluro e di unità leggere, nei primi anni trenta fu posto a capo dell'11ª Divisione cacciatorpediniere prima di tornare a incarichi d'ufficio nello stato maggiore generale; solo dopo questo intervallo comandò alcune unità capitali (come la nave da battaglia Yamashiro) e quindi una squadriglia di cacciatorpediniere. Viceammiraglio a fine 1939, l'anno successivo divenne direttore del Collegio navale.
Nell'aprile 1941, nonostante molte perplessità legate alla sua scarsa fiducia nell'ammiraglio Isoroku Yamamoto e nell'aviazione navale (con la quale non aveva alcuna esperienza), accettò il comando della 1ª Flotta aerea; affiancato da un competente stato maggiore, mise a punto il piano per l'attacco di Pearl Harbor che condusse di persona il 7 dicembre 1941, facendo mostra di eccessiva prudenza e forse d'indecisione. Nei primi mesi del 1942 Nagumo solcò l'Oceano Pacifico occidentale e con le sue sei portaerei raccolse numerosi altri successi, quali il bombardamento di Darwin e la potente scorreria nell'Oceano Indiano. A fine maggio condusse le sue forze, prive però di due portaerei, contro l'atollo di Midway, senza sapere che gli Stati Uniti avevano decrittato i codici di sicurezza adoperati dalla marina imperiale; nella successiva battaglia del 4-6 giugno, invischiato nelle conseguenze delle sue stesse decisioni, perse le portaerei Akagi, Kaga, Soryu e Hiryu, il che decretò la sconfitta giapponese. Profondamente colpito dal disastro, accentuò la sua caratteristica cautela; ciononostante lo stato maggiore generale, in virtù della sua esperienza, gli confermò il comando delle residue portaerei da battaglia inquadrate nella 3ª Flotta.
Alla testa di questa formazione e sempre affiancato dalla 2ª Flotta del viceammiraglio Nobutake Kondō, Nagumo combatté nella battaglia delle Salomone Orientali a fine agosto e nella battaglia delle isole Santa Cruz a fine ottobre. Il primo scontro si risolse in una sconfitta per il Giappone e Nagumo perse una portaerei, inviata ad attaccare l'aeroporto di Guadalcanal con scorta inadeguata; il secondo combattimento evidenziò la mancanza di aggressività dei due comandanti superiori e, ancora una volta, Nagumo non riuscì a colpire per primo e con violenza le Task force statunitensi a causa di una ricognizione carente: riuscì a distruggere la portaerei USS Hornet al prezzo di numerosi velivoli. Subito dopo la battaglia fu rimpatriato e sino al 1943 inoltrato fu al comando dei distretti navali di Sasebo e Kure, poi dell'inutilizzata 1ª Flotta di corazzate. Al suo scioglimento fu messo a capo della decrepita Flotta del Pacifico centrale con comando a Saipan, incaricata della difesa delle isole Marianne, Palau e Ogasawara: rafforzata nel corso dei mesi seguenti, rimase un'organizzazione prevalentemente terrestre e comunque sottoposta alla 31ª Armata. Appena prima della fine della battaglia di Saipan, iniziata il 15 giugno da importanti sbarchi statunitensi, Nagumo si suicidò e ricevette la promozione postuma ad ammiraglio.
Basso anche rispetto alla media nazionale giapponese, con occhi penetranti e fama di forte temperamento, Nagumo viene ricordato come un ufficiale professionale, seppure con una visione strategica forse ristretta, e dalla personalità grigia: un uomo austero e prudente.

## Biografia

### Carriera iniziale

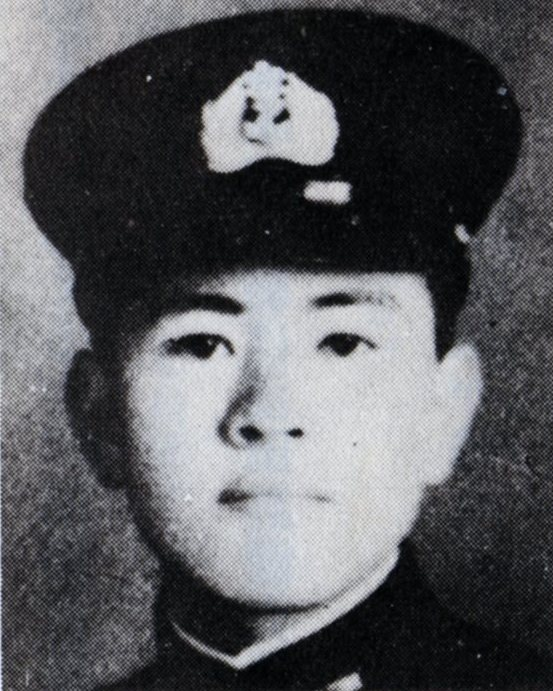
Nagumo nella seconda metà degli anni dieci, quando era un giovane tenente di vascello

Chūichi Nagumo nacque il 25 marzo 1887 nella prefettura di Yamagata. In giovane età s'iscrisse all'Accademia navale di Etajima, studiò nella 36ª classe e per i suoi meriti fu nominato Cavaliere di III Classe dell'Ordine del Nibbio d'oro. Si diplomò il 21 novembre 1908, ottavo su 191 allievi, ottenne il brevetto di aspirante guardiamarina e fu imbarcato sull'incrociatore corazzato Soya, di preda bellica russa: su questa unità effettuò la crociera d'addestramento all'estero. Rientrato in patria, fu assegnato il 2 agosto 1909 all'incrociatore corazzato Nisshin per un breve periodo, quindi il 1º dicembre passò all'incrociatore protetto Niitaka, sul quale il 15 gennaio 1910 ebbe la qualifica di guardiamarina. Il 5 maggio di quell'anno fu ridestinato all'equipaggio dell'incrociatore corazzato Asama, concludendo il suo primo ciclo d'addestramento in mare. Il 20 aprile 1911 iniziò il Corso base alla Scuola di artiglieria navale, seguito il 4 agosto dal Corso base alla Scuola siluristi: al suo completamento il 1º dicembre ricevette la promozione a sottotenente di vascello e il 20 fu imbarcato sulla nave da battaglia Aki. Il 24 maggio 1913 fu trasferito alla torpediniera Hatsuyuki e si mise in luce, tanto che il 1º dicembre fu avviato agli studi del Corso B del Collegio navale a Tokyo (18ª classe), istituzione che si occupava di formare competenti ufficiali di stato maggiore; seguì dal 27 maggio 1914 la frequentazione del Corso avanzato alla Scuola siluristi, che concluse il 1º dicembre con una promozione a tenente di vascello. Subito distaccato al Comando costruzioni navali in funzione di direttore di macchina, fu coinvolto nell'apprestamento finale dell'incrociatore da battaglia Kirishima e al suo completamento (19 aprile 1915) fu integrato nell'equipaggio. Il 13 dicembre tornò a servire su una piccola unità silurante, il cacciatorpediniere di scorta Sugi, per un anno circa. Il 1º dicembre 1916 fu trasferito allo stato maggiore della 4ª Divisione incrociatori e il 13 aprile dell'anno seguente allo stato maggiore della 3ª Flotta per compiti speciali (una formazione ad hoc), allo scopo di prendere confidenza con il funzionamento di comandi di alta responsabilità. Il 12 dicembre 1917 fu momentaneamente assegnato al 1º Distretto navale con quartier generale a Yokosuka prima di assumere, il 15, il comando della torpediniera Kisaragi. Circa un anno più tardi intraprese gli studi del Corso A al Collegio navale; nuovamente nella 18ª classe, impiegò due anni per completare la sua formazione e il 1º dicembre 1920, assieme al diploma, ebbe la promozione a capitano di corvetta.

### Gli anni venti e trenta

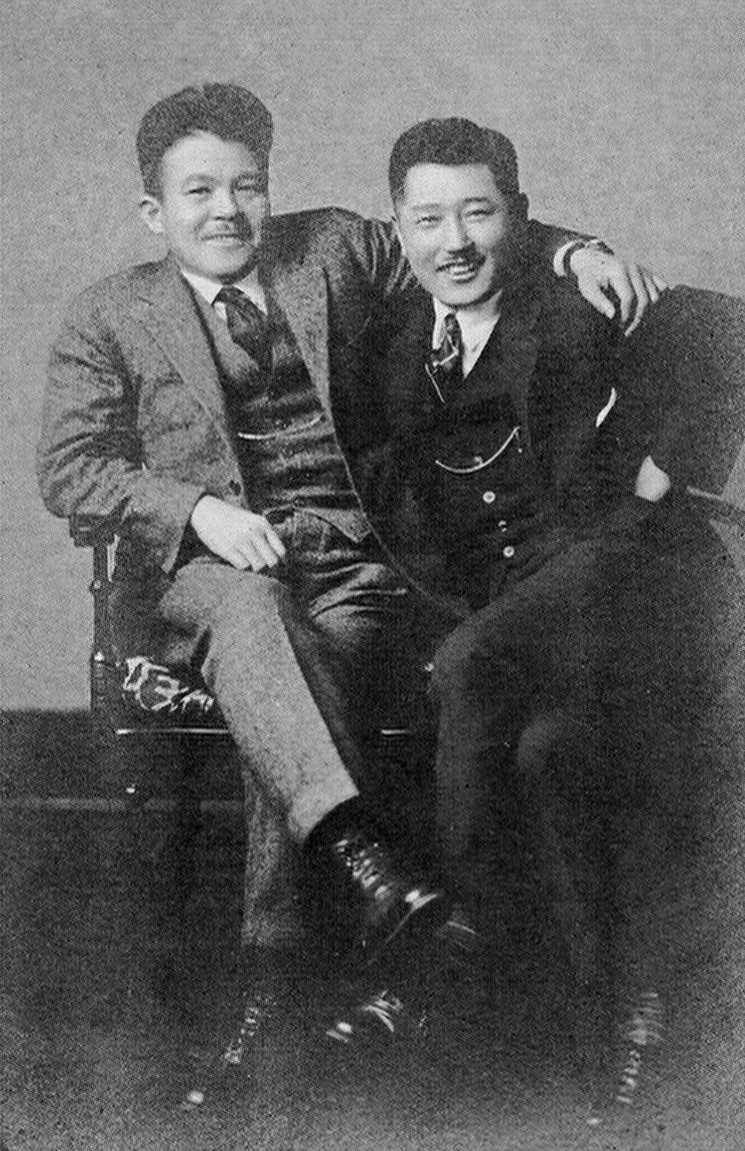
Nagumo (sinistra) nel 1925, durante la sua esperienza all'estero

Appena uscito dal Collegio navale, Nagumo fu posto a capo del cacciatorpediniere di scorta Momi, poi l'anno seguente (1º novembre 1921) fu trasferito presso lo stato maggiore della 1ª Squadriglia cacciatorpediniere. Il 1º dicembre 1922 transitò allo stato maggiore generale della marina imperiale, venendo assegnato alla sezione 1 del 1º Ufficio: dal 1º novembre 1923 affiancò a questo incarico minore il posto di istruttore al Collegio navale e una mansione presso il comando degli stati maggiori riuniti. Promosso capitano di fregata il 1º dicembre 1924, sei mesi più tardi ebbe ordine di presentarsi al 1º Distretto navale: qui fu informato che sarebbe partito subito per un viaggio in Europa e negli Stati Uniti d'America allo scopo di imparare le lingue straniere e apprendere le novità più recenti nelle altre marine militari. Durante il suo soggiorno redasse un documento nel quale illustrava le capacità industriali e di mobilitazione degli americani. Rientrò in patria il 20 febbraio 1926 e il mese seguente assunse il comando della cannoniera Saga; il 15 ottobre passò a comandare la pari classe Uji. Il 15 novembre 1927, infine, riprese il posto di istruttore al Collegio navale e qui prestò servizio per quasi due anni prima di ricevere la nomina a capitano di vascello e, contemporaneamente, a comandante dell'incrociatore leggero Naka. Il 1º dicembre 1930 Nagumo ebbe il comando dell'11ª Divisione cacciatorpediniere, alla cui testa poté affinare gli insegnamenti e le teorie apprese. Il 10 ottobre 1931 fu nuovamente assegnato a un incarico burocratico quale capo della sezione 2 del 1º Ufficio, dipendente dallo stato maggiore generale; vi lavorò due anni circa. Il 15 novembre 1933 tornò in mare al comando dell'incrociatore pesante Takao, da poco entrato in servizio. Il 15 novembre 1934 assunse il comando della nave da battaglia Yamashiro della quale era in corso l'ammodernamento: tornò operativa nel marzo 1935 come ammiraglia della Flotta Combinata. Il 15 novembre 1935 Nagumo fu promosso contrammiraglio e posto alla testa della 1ª Squadriglia cacciatorpediniere.
Nel corso degli anni trenta Nagumo si avvicinò alla cosiddetta "fazione della flotta" interna alla marina imperiale: si trattava di quel gruppo di ufficiali, spesso di alto rango, che rigettavano ogni accomodamento o limitazione nella costruzione di naviglio da guerra e condannavano naturalmente il trattato navale di Londra dell'aprile 1930, minimizzando i rischi di un confronto aperto con le potenze occidentali (in primis Stati Uniti e Impero britannico). La sua esperienza e professionalità, tuttavia, lo rendevano un ufficiale troppo stimato e indispensabile per metterlo da parte, dunque la sua carriera non risentì delle posizioni politiche: il 1º dicembre 1936 divenne comandante dell'8ª Divisione incrociatori, che condusse nelle operazioni anfibie della seconda metà del 1937 in Cina, in particolare lo sbarco in forze dell'Esercito imperiale a nord di Shanghai. Il 15 novembre 1937 fu richiamato in patria e gli fu affidata la presidenza della Scuola siluristi, specialità nella quale era annoverabile tra i migliori esperti giapponesi coevi. Un anno esatto più tardi tornò in mare al comando della 3ª Divisione incrociatori e il 15 novembre 1939 fu promosso viceammiraglio.

### La seconda guerra mondiale

#### Pearl Harbor

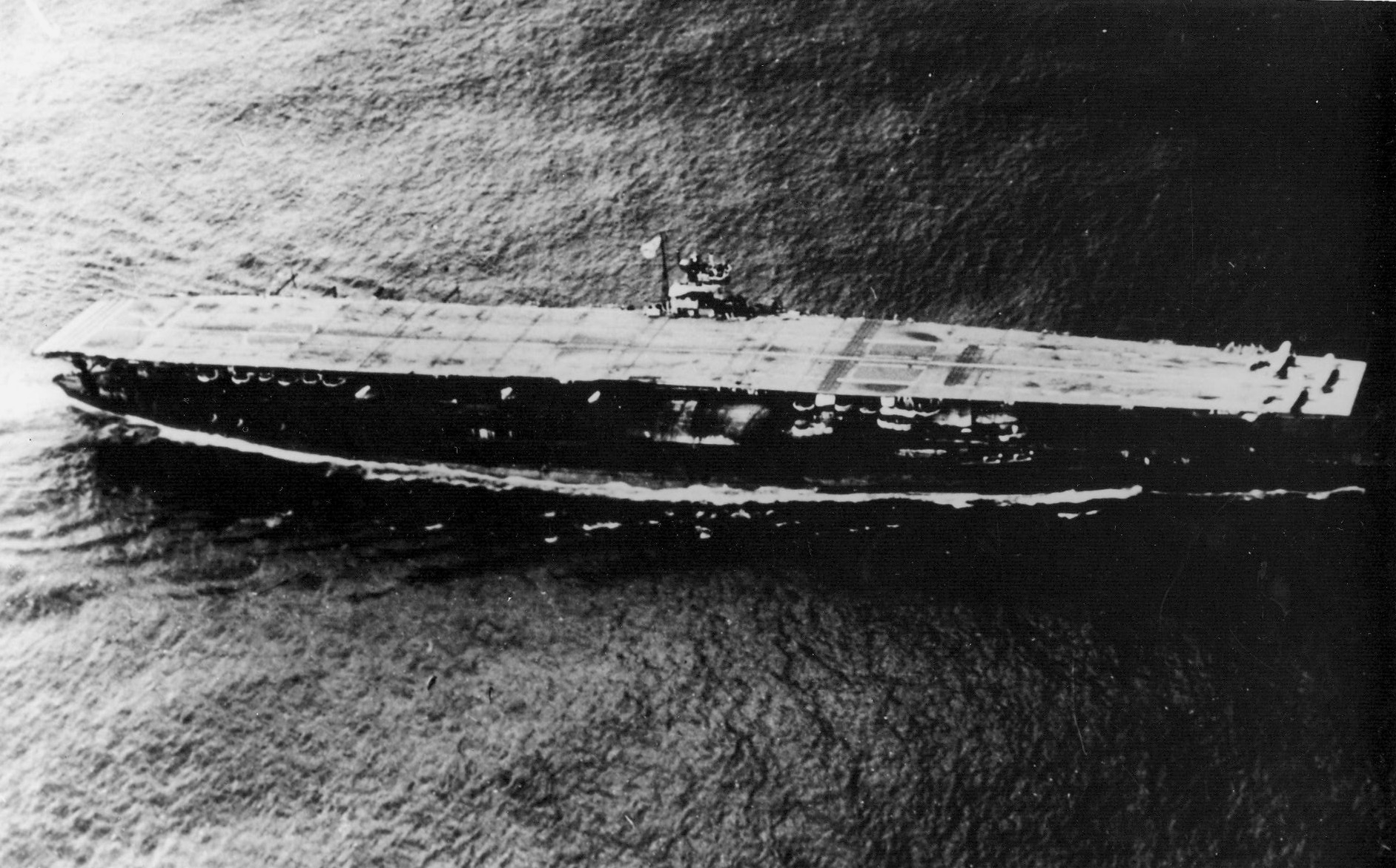
La Akagi, ammiraglia di Nagumo dall'aprile 1941 al giugno 1942: da questa portaerei egli diresse pressoché tutte le operazioni della 1ª Flotta aerea

Il 1º novembre 1940 Nagumo ebbe il prestigioso incarico di direttore del Collegio navale, succedendo al pari grado Yorio Sawamoto; si trovava a capo dell'istituto quando al principio del 1941 si vide offrire il comando di una costituenda formazione, la 1ª Flotta aerea riunente le portaerei più capienti e moderne in possesso della Marina. Nagumo reagì tiepidamente: egli non aveva mai avuto alcuna esperienza con l'arma aeronavale, nella quale peraltro nutriva scarsa fiducia e, quando fu messo al corrente del piano per l'attacco di Pearl Harbor, espresse i suoi forti dubbi (considerando anche che la paternità del progetto era dell'ammiraglio Isoroku Yamamoto, ritenuto la mente della "fazione dei trattati", il contrario speculare della "fazione della flotta"). Tuttavia le severe regole di anzianità nella Marina gli resero pressoché impossibile rifiutare. Il 10 aprile 1941 assunse perciò ufficialmente il comando della 1ª Flotta aerea e poté contare su uno stato maggiore bene assortito, che registrava la presenza di entusiasti e preparati ufficiali quali Minoru Genda e Takijirō Ōnishi, appartenenti all'aviazione di marina. Lavorando a stretto contatto con queste personalità e anche con Mitsuo Fuchida, il comandante degli stormi imbarcati, furono concepita la versione definitiva del piano d'attacco e risolte varie problematiche tecniche, compresa l'eccessiva immersione dei siluri lanciati dagli aerei. La 1ª Flotta aerea fu dunque riunita nella baia di Hitokappu e il 23 novembre Nagumo mise al corrente i comandanti delle unità componenti la formazione della missione loro assegnata. Tre giorni dopo, alle 16:00 circa ora di Washington, avvisato del fallimento delle trattative, Nagumo ebbe ordine di procedere con l'attacco; egli levò le àncore e assunse un rotta est, in modo da passare tra le isole Aleutine a nord e il cordone delle Hawaii a sud, attraversando così acque poco frequentate. Nell'eventualità di una fortuita scoperta da parte di statunitensi o altri, così come nel caso in cui la diplomazia avesse garantito un qualche compromesso, Nagumo era chiamato a sospendere la missione: tuttavia la navigazione fu resa difficoltosa solo dal mare grosso e nelle prime ore del 7 dicembre il viceammiraglio aveva raggiunto il punto di lancio previsto, 440 chilometri a nord di Oahu. All'alba fece decollare la prima ondata, forte di 40 aerosiluranti, 43 caccia, 51 bombardieri in picchiata, 49 bombardieri in quota che colse del tutto alla sprovvista la sonnolenta base americana e inflisse danni gravi a tutte le corazzate e agli aeroporti, distruggendo decine di velivoli al suolo. Alle 08:45 colpì la seconda ondata, che fu comunque accolta da una difesa più coordinata e trovò meno obiettivi a causa delle colonne di fumo.

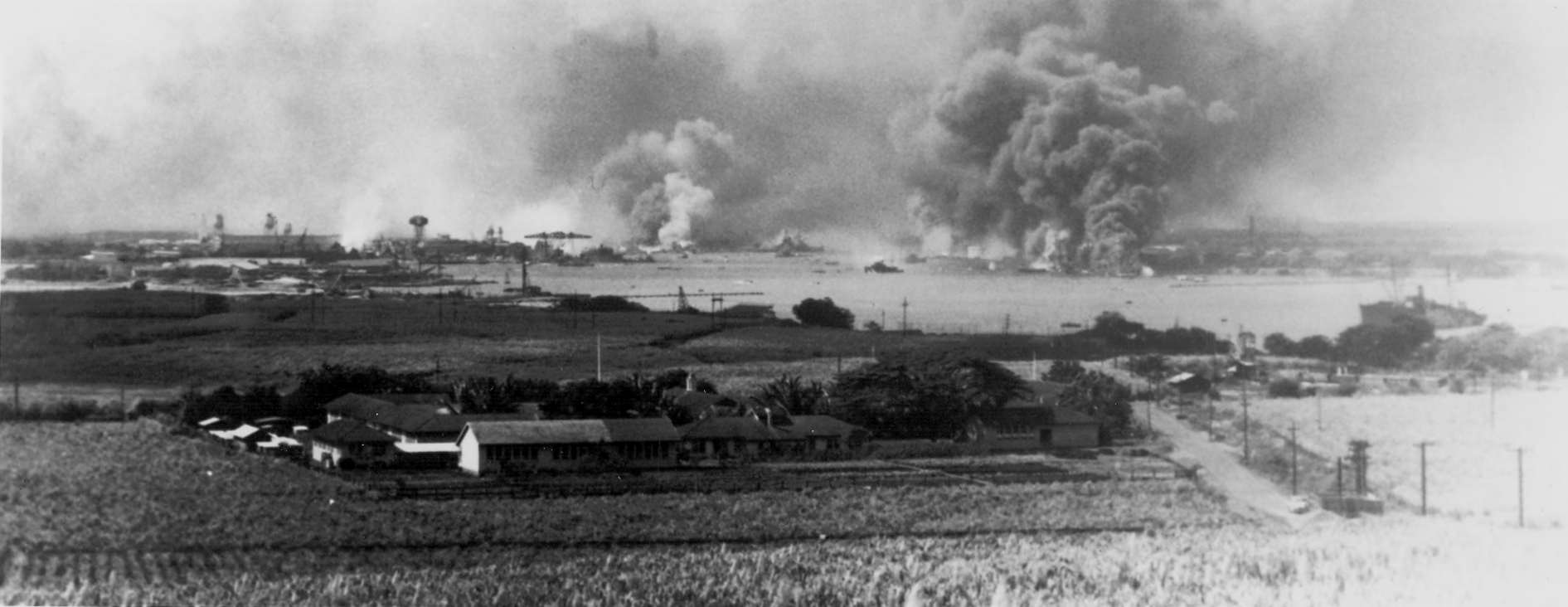
Panoramica di Pearl Harbor il 7 dicembre 1941

Al rientro del secondo gruppo sulle portaerei, sorse un'accesa discussione: Nagumo e il suo capo di stato maggiore (contrammiraglio Ryūnosuke Kusaka) ritenevano di aver sostanzialmente raggiunto gli scopi dell'attacco, visto che varie navi statunitensi erano state affondate o messe fuori combattimento, oltre 300 apparecchi distrutti o avariati e che le perdite umane erano state elevate. I capitani Genda e Fuchida, al contrario, erano intenzionati a lanciare un terzo attacco per colpire le infrastrutture (bacini di carenaggio, depositi di combustibile, l'arsenale dei sommergibili) e spingevano affinché la flotta rimanesse per qualche giorno nell'area allo scopo di sorprendere almeno una delle tre portaerei della United States Pacific Fleet, le quali non erano infatti presenti in rada. Nagumo era indeciso; intendeva portare a pieno compimento la missione, avendo compreso il valore di quel tipo di nave da guerra, ma al contempo gli ripugnava rischiare oltre le sue preziose unità: nutriva il profondo ma infondato timore che gli statunitensi potessero imbastire una controffensiva. Infine non era sicuro dell'utilità di un'altra ondata, che avrebbe incontrato una reazione pronta e avrebbe di sicuro sofferto l'abbattimento di non pochi velivoli (già 29 non erano rientrati). Le appassionate proteste di Genda e Fuchida furono in ultimo messe a tacere e Nagumo pose fine all'operazione, contento di tornare in patria con la 1ª Flotta aerea pressoché intatta: durante il tranquillo viaggio di ritorno, comunque, s'intrattenne con i due ufficiali e condivise le loro preoccupazioni circa la mancata distruzione delle portaerei nemiche.
Il 23 dicembre Nagumo raggiunse Hashirajima, dopo aver distaccato le portaerei Soryu e Hiryu in aiuto della 4ª Flotta, impegnata nella battaglia dell'Isola di Wake.

#### Da Rabaul a Midway (gennaio-giugno 1942)

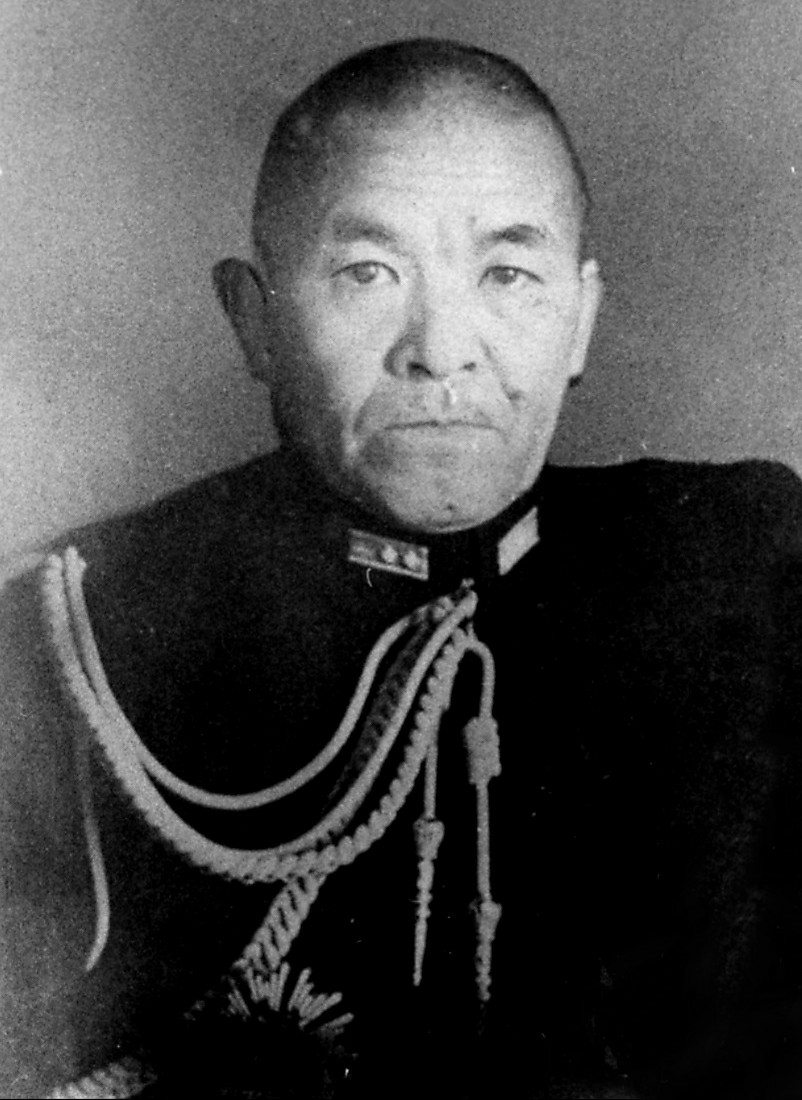
Il viceammiraglio Nagumo nei primi mesi della guerra in Estremo Oriente

Tra la fine di dicembre 1941 e l'inizio del gennaio 1942 Nagumo ebbe nuovi ordini, secondo i quali la 1ª Flotta aerea avrebbe appoggiato l'aggressione in corso alle colonie occidentali nell'Oceano Pacifico. Egli condusse alla grande base aeronavale di Truk le sue unità e quindi il 20 gennaio lanciò un pesante raid su Rabaul, ancoraggio eccellente sulla punta nord-orientale della Nuova Britannia, e di nuovo il 22; il 21 fece intanto bombardare Kavieng, sul promontorio nord-occidentale della vicina Nuova Irlanda. Queste operazioni incontrarono una trascurabile resistenza da parte dei reparti australiani. All'inizio di febbraio Nagumo salpò d'urgenza da Truk per intercettare la Task force 17, che aveva appena colpito con durezza alcune posizioni nelle isole Marshall; l'inseguimento fu però vano e dunque egli si portò con una parte della 1ª Flotta alle isole Palau, dove attese il resto delle navi. Il 15 febbraio salpò con rotta sud-ovest, privo però delle portaerei Shokaku e Zuikaku (in revisione a Yokosuka), e quattro giorni dopo fece decollare una potente ondata di 188 apparecchi che devastò Port Darwin, base di ripiegamento per il naviglio alleato in fuga dalle Indie orientali olandesi che stavano rapidamente cadendo sotto i concatenati sbarchi nipponici. Nel porto furono affondati otto mercantili o trasporti e nove altri rimasero danneggiati, quindici velivoli furono distrutti. Il 21 febbraio Nagumo si spostò alla baia Staring a Celebes e qui fu raggiunto dal grosso della 2ª Flotta del viceammiraglio Nobutake Kondō: il 25 la grande squadra salpò e si portò nelle acque a est e sud di Giava, in procinto di essere invasa. Nel corso della prima decade di marzo Nagumo coordinò il lancio di vari gruppi e affondò la petroliera USS Pecos e il cacciatorpediniere USS Edsall; eseguì una riuscita incursione sulla base navale di Tjilatjap; distaccò le portaerei Soryu e Hiryu che, con due corazzate, andarono a bombardare l'Isola di Natale. Ricomposta la 1ª Flotta aerea alla baia Staring (meno la Kaga, danneggiata per l'urto con bassi fondali), Nagumo ne partì il 26 marzo con l'ordine di penetrare nell'Oceano Indiano e cercare battaglia contro la Eastern Fleet britannica. L'operazione si protrasse sino al 10 aprile e, sebbene mancasse il suo obiettivo primario, Nagumo ottenne risultati notevoli: gli ormai esperti gruppi imbarcati inflissero distruzioni alle infrastrutture militari di Colombo e Trincomalee, abbatterono alcune decine di aerei e colarono a picco la portaerei leggera HMS Hermes, gli incrociatori pesanti HMS Cornwall e HMS Dorsetshire, l'incrociatore ausiliario HMS Hector, i cacciatorpediniere HMAS Vampire, HMS Tenedos, la corvetta Hollyhock e quattro mercantili. Il 9 aprile, comunque, Nagumo rischiò di rimanere ferito o ucciso quando alcuni bimotori Bristol Blenheim eseguirono un improvviso attacco alla Akagi, mancata di misura da un grappolo di bombe.
Lungo la rotta di ritorno Nagumo inviò la Shokaku e Zuikaku alla base militare di Mako nelle Pescadores, mentre continuava verso nord con il resto della 1ª Flotta. Il 19 aprile fu informato dell'audace raid statunitense su Tokyo, Yokohama e altre città e perciò si lanciò verso est per tentare l'intercettamento: la distanza si rivelò comunque eccessiva. Rientrò poco dopo in Giappone e passò da Yokosuka prima di fermarsi a Hashirajima. Durante il soggiorno in patria Nagumo fu reso edotto della nuova pianificazione strategica, in buona parte influenzata dal bombardamento sulla capitale, che imponeva di espandere il perimetro difensivo verso sud-est (allo scopo di tranciare le comunicazioni tra Australia e Stati Uniti) ed est. La prima fase di tale progetto era sfociata nella complessa battaglia del Mar dei Coralli, svoltasi dal 4 all'8 maggio; nei combattimenti la Shokaku aveva subìto gravi danni e la Zuikaku aveva perduto quasi tutti i suoi velivoli: la 1ª Flotta aerea, dunque, per alcuni mesi avrebbe potuto contare solo su quattro portaerei. Il fattore tempo era però essenziale per le armi giapponesi e l'ammiraglio Yamamoto decise immediatamente di procedere con l'operazione "Midway". Il piano prevedeva l'occupazione dell'atollo di Midway per l'inizio di giugno con il supporto della 1ª Flotta aerea e della 2ª Flotta; al contempo la 5ª Flotta avrebbe condotto azioni diversive nelle isole Aleutine e la 1ª Flotta avrebbe inviato tra queste e Midway uno scaglione avanzato con quattro corazzate. Una minaccia tanto grave a Pearl Harbor avrebbe quindi costretto la menomata United States Pacific Fleet a intervenire (portaerei comprese) e a dividersi: a questo punto la 1ª Flotta aerea e il reparto aeronautico distaccato sugli atolli avrebbero colpito la flotta nemica in avvicinamento da est e annientato il potenziale aeronavale americano. La riuscita dell'operazione poggiava sulla pronta localizzazione delle forze navali statunitensi mediante uno schermo di sommergibili a est dell'obiettivo e sull'assoluto silenzio radio; tuttavia i servizi d'informazione della marina statunitense avevano decrittato i codici adoperati dalla marina imperiale e riuscirono ad avere un quadro completo della massiccia offensiva nipponica. Forte di tali informazioni, l'ammiraglio Chester Nimitz dispose opportunamente la Task force 16 del contrammiraglio Raymond Spruance (con la USS Enterprise e la USS Hornet) e la Task force 17 del contrammiraglio Frank Fletcher (portaerei USS Yorktown) a nord dell'atollo.

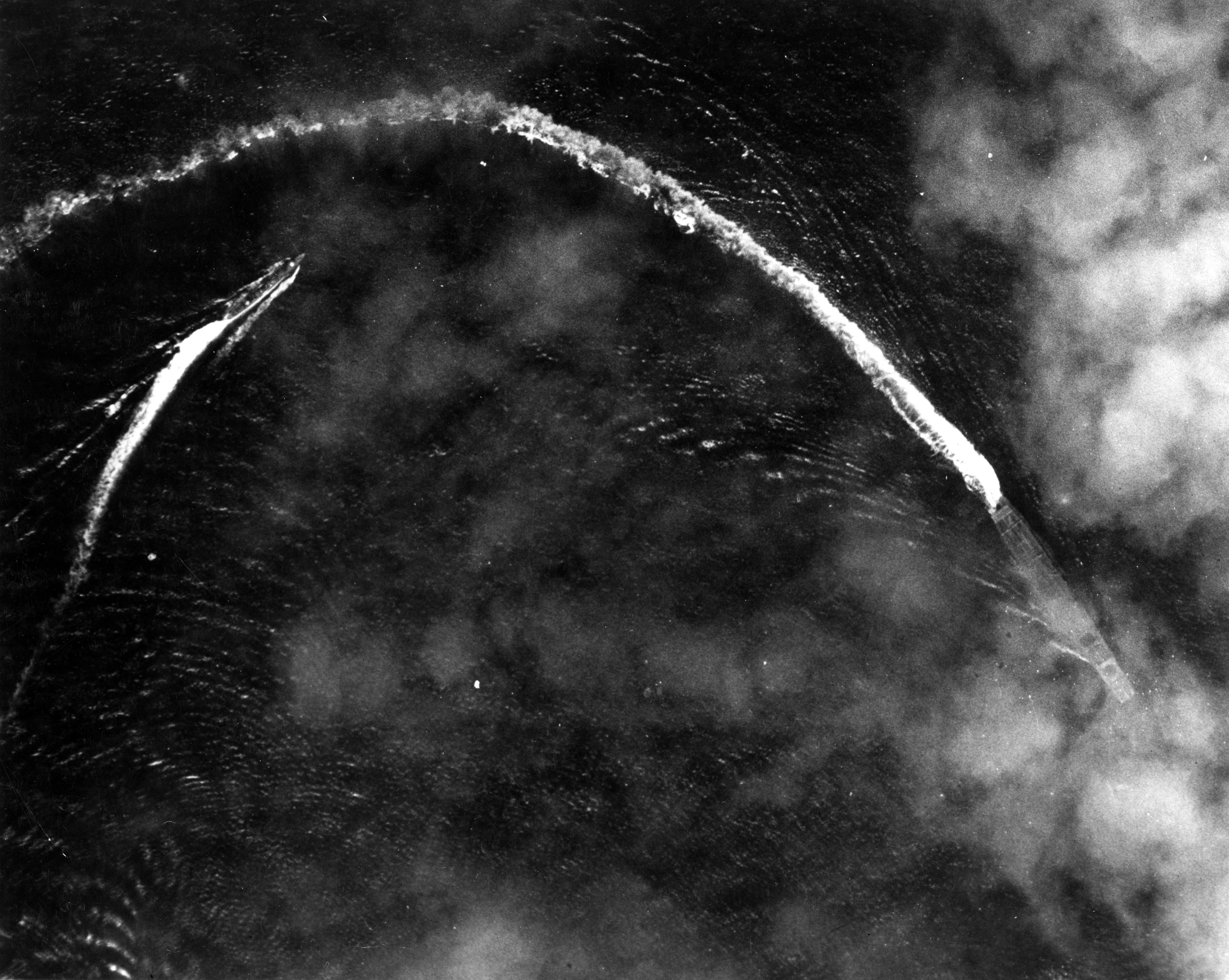
La portaerei Akagi, seguita da un cacciatorpediniere, manovra per evitare gli ordigni sganciati da alcuni quadrimotori Boeing B-17 Flying Fortress, che la attaccarono il mattino presto del 4 giugno senza esito

A fine maggio le varie squadre nipponiche presero il mare ma, nel corso della navigazione, non giunse alcuna notizia sulla disposizione delle forze avversarie – lo schieramento della 6ª Flotta di sommergibili non era stato completato in tempo. Inoltre il 1º giugno Nagumo, che arrivava da nord-ovest su Midway, dovette rompere il silenzio radio per rintracciare, nel mare in tempesta, un gruppo di petroliere per l'ultimo rifornimento: le sue comunicazioni furono intercettate e la 1ª Flotta aerea scovata. Il mattino presto del 4 Nagumo lanciò la prima incursione di 108 velivoli su Midway, poi fece catapultare una decina di idrovolanti allo scopo di localizzare le portaerei nemiche e fece preparare sui ponti una seconda ondata armata con siluri. Quando divenne chiaro che a Midway le installazioni statunitensi erano più numerose del previsto Nagumo rimase nell'indecisione e solo dopo il fallimento degli attacchi dei velivoli statunitensi, provenienti dall'atollo, autorizzò un secondo bombardamento. Alle 07:45, però, giunse il messaggio di un idrovolante (partito in ritardo a causa di un guasto alla catapulta) che aveva scovato alcune navi nemiche a nord-est; Nagumo fece sospendere il cambio di siluri con bombe e attese sino a quando non gli fu segnalata alle 08:20, peraltro confusamente, una portaerei nemica. Il viceammiraglio cadde nell'incertezza più totale e non poteva più colpire uno dei due obiettivi con immediatezza; doveva inoltre accogliere l'ondata di ritorno e rifornire le numerose pattuglie di "Zero" in volo. Dando mostra di notevole professionalità, gli equipaggi delle portaerei fecero posto alla prima ondata, ai caccia e ripresero le procedure di riarmo con siluri; Nagumo poté quindi fare rotta per nord-est e avvicinarsi alle navi avvistate. In questo modo evitò un gruppo di bombardieri in picchiata, decollati dalle portaerei statunitensi, ma dalle 09:20 circa in avanti la contraerea e le pattuglie di caccia furono impegnate nel respingere per tre volte aerosiluranti nemici, che attaccarono con risolutezza pur senza copertura dei caccia. Questi assalti costrinsero Nagumo a manovre evasive continue e a rimandare il lancio dell'ondata, pronta sui ponti; ancor più importante, fecero sì che la difesa trascurasse le alte quote. In questo modo una quarantina di Douglas SBD Dauntless, lanciati dalla Task force 16, giunsero indisturbati ed eseguirono un riuscito bombardamento in picchiata, lasciando la Akagi, la Kaga e la Soryu preda di enormi roghi. Nagumo rimase indenne ma, attonito e incapace di riconoscere la gravità della situazione, fu trasferito con lo stato maggiore sull'incrociatore leggero Nagara. Travolto dall'entità della disfatta, non esercitò il comando e la reazione nipponica fu guidata dal dinamico contrammiraglio Tamon Yamaguchi, che riuscì a danneggiare gravemente la Yorktown prima che anche la Hiryu fosse colata a picco.
Dopo sterili manovre a ovest di Midway e la perdita dell'incrociatore pesante Mikuma, l'ammiraglio Yamamoto ordinò il ripiegamento generale. Nagumo, scoraggiato, rientrò a Kure e il 14 luglio la 1ª Flotta aerea fu sciolta. Al suo posto fu riattivata la 3ª Flotta, che venne a riunire una parte delle portaerei di squadra (Shokaku con funzioni di ammiraglia, Zuikaku, Ryujo): fu affidata a Nagumo stesso, che poteva vantare una solida esperienza nell'utilizzo operativo di una squadra di portaerei. Con lui rimase anche il contrammiraglio Kusaka, capo di stato maggiore.

#### Guadalcanal e il ritiro dal comando delle portaerei

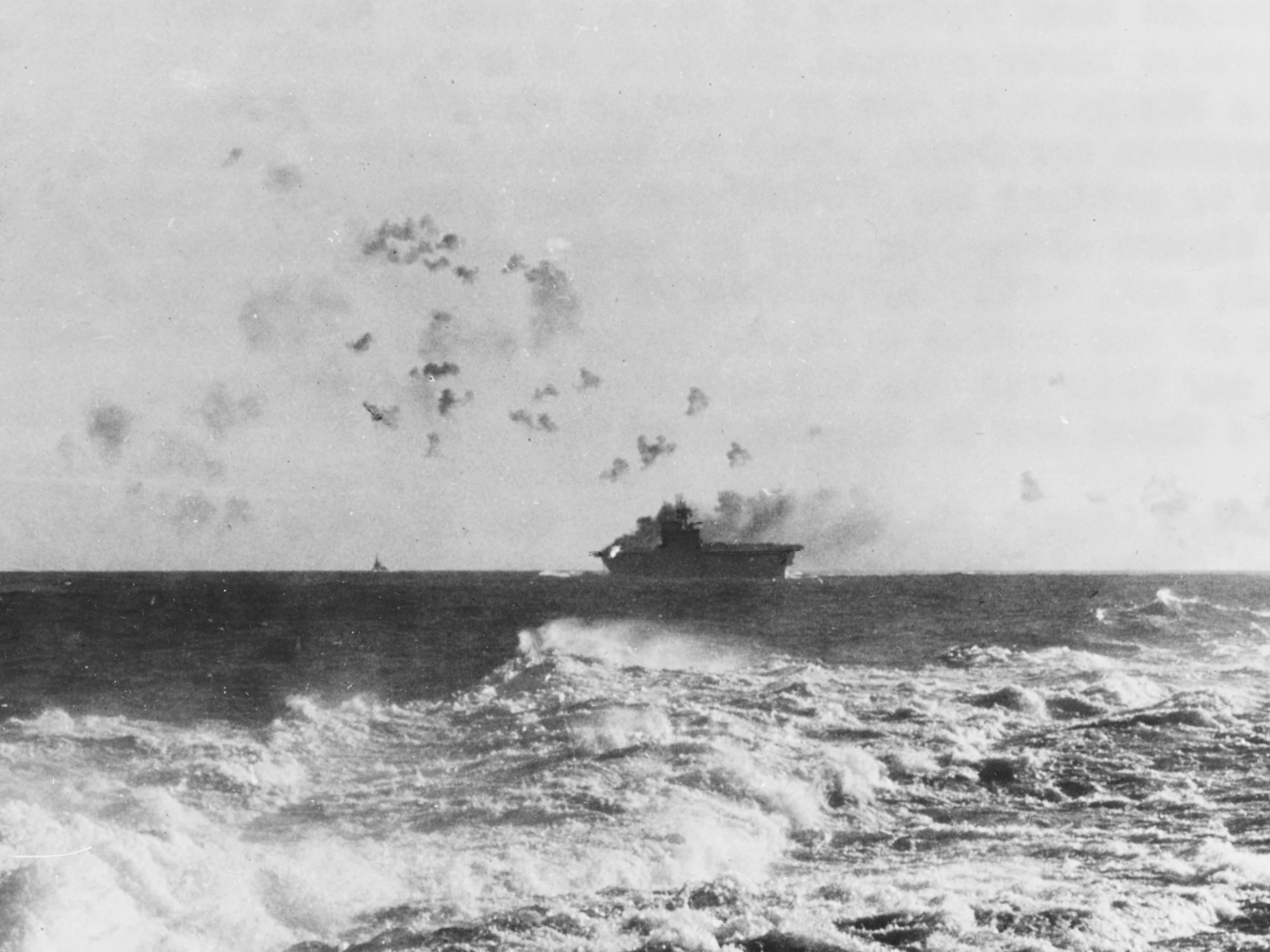
La portaerei Enterprise, già danneggiata, effettua brusche manovre sotto l'attacco condotto dai gruppi imbarcati di Nagumo

Il 7 agosto 1942, cogliendo alla sprovvista gli alti comandi nipponici, una flotta australiano-statunitense sbarcò su Guadalcanal la 1st Marine Division, occupandone l'aeroporto incompleto. L'ammiraglio Yamamoto decise allora di concentrare la 2ª e la 3ª Flotta nella base aeronavale di Truk, nelle isole Caroline; l'11 agosto, giorno della partenza della 2ª Flotta (viceammiraglio Nobutake Kondō), Nagumo ebbe però un colloquio con Yamamoto e sconsigliò di inviare le portaerei, poiché i gruppi imbarcati necessitavano ancora di addestramento, ma le esortazioni divennero tanto insistenti che il 16 Nagumo salpò, tentando di rimontare il viceammiraglio Kondō. L'annientamento del primo contingente nipponico di rinforzo nella battaglia del Tenaru consigliò comunque di riunirsi e fare rifornimento in mare, allo scopo di raggiungere immediatamente l'isola. Nagumo giunse nel punto prestabilito 400 miglia a nord di Guadalcanal la mattina del 23 agosto, in tempo per l'operazione di trasporto di 1 500 uomini. Non ci fu alcuna pianificazione organizzata nella controffensiva navale nipponica ma, per converso, problemi alle radiocomunicazioni resero edotto il viceammiraglio Frank Fletcher (al comando della Task force 61 deputata a difendere la testa di ponte) della presenza nemica solo il 22 agosto; egli si precipitò da sud-est di Guadalcanal a nord con le sole portaerei Enterprise e USS Saratoga. Il 24 Nagumo ebbe ordine da Yamamoto di distaccare la Ryujo per bombardare l'aeroporto e facilitare così l'arrivo del convoglio, oltre ad attirare le portaerei statunitensi che così sarebbero state sorprese dalla Shokaku e Zuikaku, le quali presero una rotta per nord-est. La battaglia non andò comunque com previsto dai giapponesi: la Ryujo fu localizzata alle 13:00 circa e, accompagnata solo da una piccola scorta, fu crivellata dagli ordigni dei bombardieri Dauntless; fu anche bersagliata la formazione avanzata della 2ª Flotta e la portaidrovolanti Chitose rimase danneggiata. L'attacco condotto da Nagumo alla Task force 61, localizzata alle 15:00 circa e rimasta quasi senza velivoli, danneggiò la sola Enterprise e costò alcune decine di aeroplani. Infine il convoglio di rinforzi fu preda della Cactus Air Force (CAF) di base a Guadalcanal la quale, sopravvissuta a due bombardamenti eseguiti nella notte del 24-25 da cacciatorpediniere e incrociatori, affondò un trasporto e il cacciatorpediniere Mutsuki, decretando il ripiegamento giapponese.
Poiché nella battaglia erano andati perduti oltre 70 apparecchi, la 3ª Flotta rimase lontano dal fronte per quasi due mesi, allo scopo di ripianare le perdite, riorganizzare i reparti aerei e addestrare i rimpiazzi. Nagumo fu intanto coinvolto nella pianificazione di un grande intervento della Flotta combinata previsto per la fine di ottobre, quando cioè la massiccia offensiva allestita dall'esercito avrebbe occupato l'aeroporto. Il 15 ottobre il viceammiraglio sperimentò i nuovi gruppi imbarcati: 27 velivoli della Zuikaku attaccarono un convoglio statunitense in procinto di toccare Guadalcanal e affondarono il cacciatorpediniere USS Meredith. Nei giorni successivi, mentre la 17ª Armata nipponica cozzava senza risultato contro il perimetro americano, Yamamoto radunò la 2ª e la 3ª Flotta: Nagumo aveva rimpiazzato la Ryujo con la Zuiho e disponeva di 157 velivoli, più i 55 della Junyo che però dipendeva dal viceammiraglio Kondō. All'ottobre 1942 Nagumo era estremamente logorato, schiacciato tra le responsabilità e aspettative di cui era stato gravato e dal ricordo della disfatta a Midway, che aveva acuito la sua già naturale tendenza alla cautela rendendolo assai insicuro. Il comandante di uno dei cacciatorpediniere appartenenti alla 3ª Flotta ricordò che «era invecchiato visibilmente dopo la sconfitta di Midway. I suoi capelli si erano fatti grigi, il viso mostrava molte rughe».

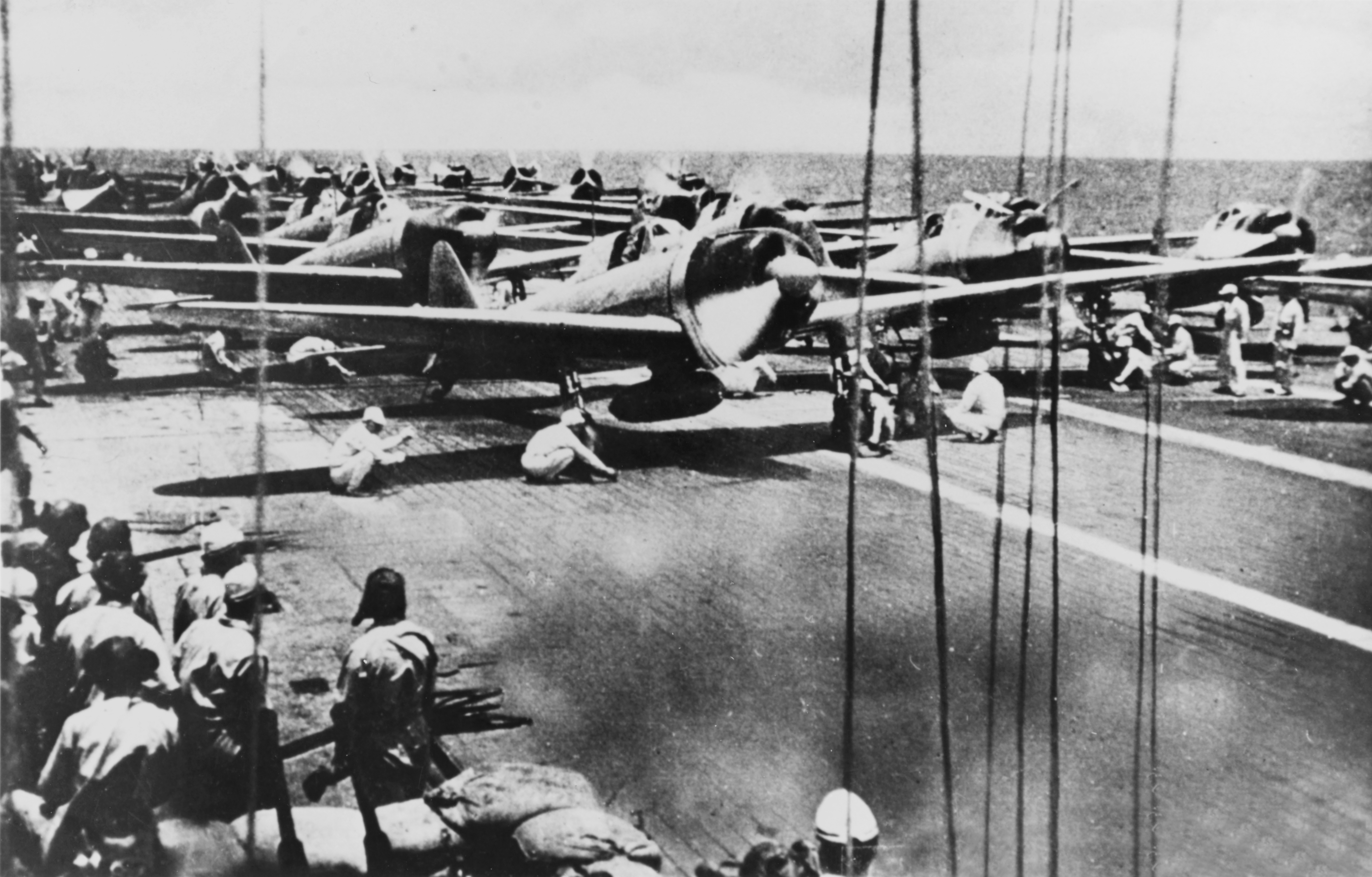
Stormo di caccia Zero pronto a decollare dalla Shokaku, ammiraglia di Nagumo dopo l'affondamento della Akagi

Il 24 ottobre, nonostante il sanguinoso fallimento dell'attacco terrestre, le forze navali giapponesi lasciarono Truk e si portarono a est di Guadalcanal, non lontano dalle malariche isole Santa Cruz. Nonostante godessero di una netta superiorità numerica (oltre alle portaerei furono schierate quattro corazzate, quattordici incrociatori tra pesanti e leggeri, 44 cacciatorpediniere), le flotte nipponiche subirono l'iniziativa del deciso viceammiraglio William Halsey, subentrato al comando generale della marina statunitense nel Pacifico sud-occidentale: il 26 ottobre, con due sole portaerei (Enterprise, Hornet) egli fu capace di danneggiare piuttosto gravemente la Zuiho e l'ammiraglia Shokaku, oltre all'incrociatore pesante Chikuma. I reparti imbarcati giapponesi, che per l'occasione riunivano i migliori piloti ancora in vita, furono comunque capaci di piazzare una bomba sulla Enterprise e numerosi ordigni sulla Hornet, che nelle prime ore del 27 fu lasciata indietro dagli americani e mandata a fondo da un gruppo da battaglia inviato dal viceammiraglio Kondō per tentare di impadronirsi dell'unità devastata. Il viceammiraglio Halsey dovette lamentare perdite un poco più consistenti della parte giapponese, ma la vittoria tattica nipponica fu oscurata da una seconda falcidie dei velivoli delle portaerei (ne furono perduti 70 con i relativi equipaggi) e non portò ad apprezzabili sviluppi strategici. Nagumo, rimasto illeso, elesse la Zuikaku a nuova ammiraglia. Il 2 novembre, da poco tornato a Truk, ricevette notifica del suo trasferimento a capo del 3º Distretto navale di Sasebo, che sembra accolse con un certo sollievo: a partire dall'11 assunse effettivamente questo nuovo ruolo, mentre la 3ª Flotta passò al viceammiraglio Jisaburō Ozawa.

#### 1943-1944 e il suicidio

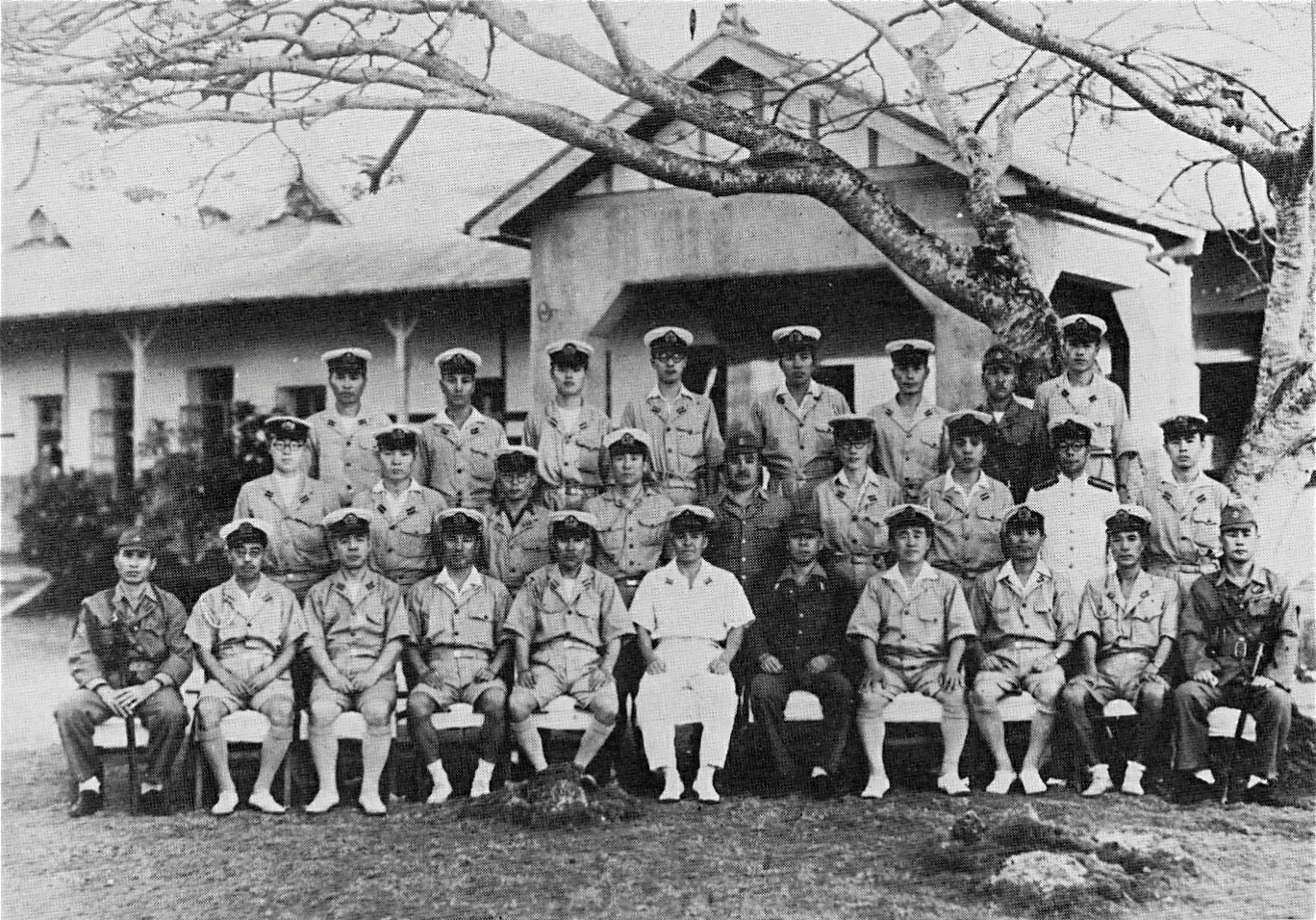
Lo stato maggiore della Flotta del Pacifico centrale a Saipan: Nagumo è in prima fila al centro, con gli abiti bianchi

Il 21 giugno 1943 Nagumo fu spostato alla testa del 2º Distretto navale (Kure), poi dal 20 novembre comandò la 1ª Flotta, che riuniva il grosso delle navi da battaglia giapponesi: tuttavia questa formazione non vide mai alcuna azione e infine il 25 febbraio 1944 fu sciolta. Nagumo passò dunque alla riserva ufficiali dello stato maggiore generale, che il 4 marzo lo scelse per dirigere la Flotta del Pacifico centrale e una delle unità sottoposte, la 14ª Flotta aerea. Il quartier generale ricoperto da Nagumo (fissato sull'isola di Saipan), facente riferimento alla Flotta combinata, era stato appositamente creato per coordinare le forze della marina nelle isole del mandato e Ogasawara al posto della depauperata 4ª Flotta, che ormai esercitava la sua responsabilità solo sulle isole Caroline orientali. Le istruzioni provenienti da Tokyo richiedevano una fattiva collaborazione tra esercito e marina, ma il tenente generale Hideyoshi Obata comandante la 31ª Armata già in loco protestò vigorosamente; in effetti l'esercito imperiale aveva il controllo tattico e amministrativo di tutte le sue truppe e non intendeva subordinarsi alla Flotta del Pacifico centrale, in pratica senza navi e di natura più organizzativa che bellica. Il 14 marzo Nagumo e Obata si accordarono perché il comando su ciascuna isola fosse assegnato all'ufficiale di rango più alto presente, mentre i comandi superiori avrebbero mantenuto le rispettive autonomie (a detrimento di una più funzionale collaborazione).
Inizialmente con ben poche truppe, Nagumo ricevette in primavera la 55ª e 65ª Unità navale di guardia, che dislocò la prima su Saipan e la seconda su Tinian, e numerose unità di artiglieria contraerea; l'afflusso di reparti, veicoli, materiali da costruzione e altro equipaggiamento fu duramente contrastato da squadre di sommergibili statunitensi, che inflissero perdite non indifferenti al traffico navale giapponese. Sempre a fine marzo Nagumo conferì con ufficiali della Flotta combinata e del proprio stato maggiore circa la realizzazione di un ambizioso programma di incremento di aeroporti e scali per idrovolanti, tutte nuove installazioni che dovevano essere integrate con il sistema fortificato delle isole. Una volta completata, la rete di basi aeree avrebbe consentito di ospitare sino a circa 600 velivoli ma i lavori, per quanto portati avanti con tenacia, erano ancora largamente incompleti al momento dello sbarco statunitense: anche l'importante programma (per numero ed estensione) riguardante le batterie costiere rimase lungi dall'essere concluso. Al giugno 1944 le forze della marina su Saipan, quindi al diretto comando di Nagumo, contavano 6 160 uomini circa: oltre alla 55ª Unità di guardia deputata alla difesa e utilizzo dei cannoni costieri, la 1ª Forza da sbarco speciale "Yokosuka", la 5ª Forza da difesa delle basi cui rispondevano le truppe schierate sulle spiagge e le poche unità navali in tutte le Marianne, il quartier generale della stessa Flotta del Pacifico centrale. Più in particolare, a Nagumo fu affidata la porzione centro-occidentale di Saipan. Infine le batterie contraeree per lo più furono dirottate a sud, in difesa dell'aeroporto di Aslito. Come Obata, Nagumo riteneva assai improbabile che gli Stati Uniti potessero investire le Marianne già a maggio-giugno, opinione in generale condivisa dagli ufficiali superiori; solo il tenente generale Yoshitsugu Saitō, comandante delle truppe dell'esercito a Saipan, denunciò più volte l'imminenza dell'attacco nemico e tentò, senza successo, di convincere il viceammiraglio.

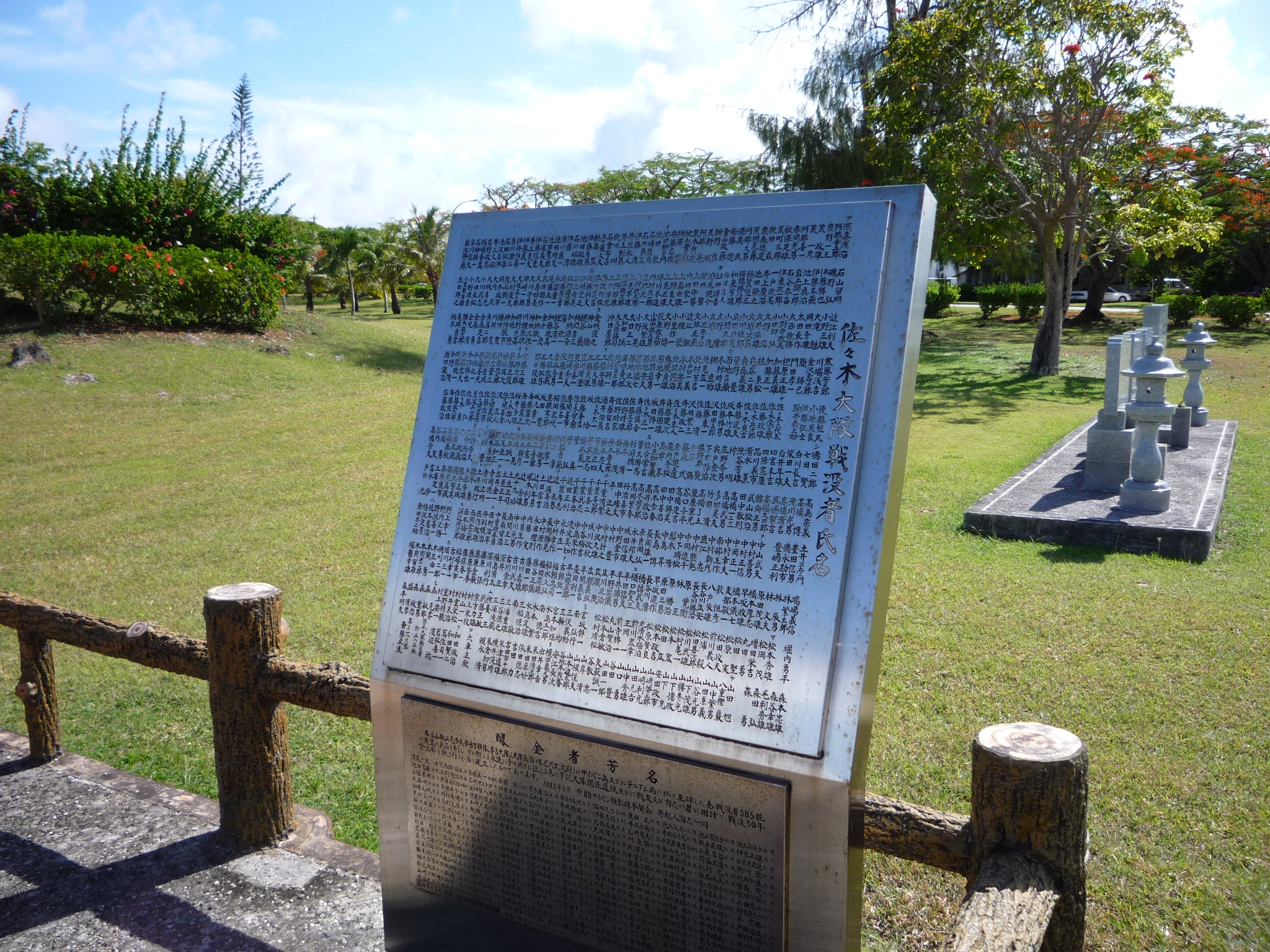
Il memoriale eretto dal governo nipponico in ricordo dei morti giapponesi a Saipan

Il mattino presto del 15 giugno due divisioni marine sbarcarono su Saipan, dando avvio a una brutale battaglia. Nel corso dei combattimenti fu il generale Saitō (più alto in grado) a dirigere le forze giapponesi, assistito da Nagumo: egli unì all'ultimo momento la solida 1ª Forza da sbarco speciale "Yokosuka" al grande contrattacco notturno del 16-17 giugno. Il reparto avanzò dalla cittadina di Garapan sul fianco sinistro della testa di ponte statunitense, ma agì senza coordinamento con la controffensiva dell'esercito, proveniente dal centro dell'isola, e pertanto fallì nel fare breccia. Già due giorni più tardi il fronte nipponico fu spezzato in due e l'aeroporto di Aslito fu conquistato, isolando una parte della guarnigione a sud; Nagumo ridispose le forze rimastegli a est di Garapan. Entro la fine di giugno tutta la porzione meridionale di Saipan cadde sotto il controllo delle divisioni statunitensi, che si volsero fronte a nord: Nagumo e Saitō avevano intanto organizzato una linea difensiva che faceva perno sul massiccio di Tapotchau e su Garapan, la quale era tenuta sulla destra dalle truppe navali del viceammiraglio, in gran parte inquadrate nella 1ª Forza "Yokosuka". Gli scontri divennero particolarmente intensi ai piedi del monte e per circa una settimana i giapponesi mantennero le posizioni; in particolare Garapan cedette solo dopo un'ostinata opposizione il pomeriggio del 24 giugno. Il 27 giugno Saitō tracciò un'ultima linea di difesa alla base della lunga penisola settentrionale; tre giorni dopo cadde il monte Tapotchau e ciò che rimaneva della guarnigione ripiegò con un certo disordine a nord, dove avrebbe dovuto effettuare una resistenza sino all'estremo. Il 6 luglio, svanita ogni seria possibilità di contendere ancora l'isola, Saitō ingiunse alle poche migliaia di superstiti di lanciare una carica banzai per non cadere prigionieri e infliggere un ultimo colpo al nemico; si suicidò poco dopo. Anche Nagumo si uccise nel suo posto di comando prima dell'avvio del disperato contrattacco, sparandosi alla tempia con una rivoltella.
L'8 luglio 1944 Nagumo ebbe postume la nomina ad ammiraglio e a Cavaliere di I Classe dell'Ordine del Sacro Tesoro.

## Onorificenze
Dati tratti da:

## Nella cultura di massa
- Nel film Tora! Tora! Tora!, uscito nel 1970, il viceammiraglio Nagumo fu interpretato da Eijirō Tōno.[38]
- Nel film La battaglia di Midway, uscito nel 1976, il viceammiraglio Nagumo fu interpretato da James Shigeta.[39]
- Nel film Midway, uscito nel 2019, il viceammiraglio Nagumo fu interpretato da Jun Kunimura[40]